# Mendive
Mendive település Franciaországban, Pyrénées-Atlantiques megyében. Lakosainak száma 162 fő (2022. január 1.). Mendive Alçay-Alçabéhéty-Sunharette, Aussurucq, Béhorléguy, Larrau és Lecumberry községekkel határos.

## Népesség
A település népességének változása:
| Lakosok száma | 178  | 165  | 168  | 164  | 163  | 161  | 156  | 153  | 162  |
|               | 2013 | 2015 | 2016 | 2017 | 2018 | 2019 | 2020 | 2021 | 2022 |